# 豊川市立代田中学校
豊川市立代田中学校（とよかわしりつ だいだちゅうがっこう）は、愛知県豊川市代田町一丁目にある公立中学校。略称は代中（だいちゅう）。

## 概要
代田中学校は、豊川市の中心部に近い代田地区にあり、豊川市立代田小学校と隣接している。学校の近くには豊川市文化会館や豊川市勤労福祉会館、愛知県立豊川工科高等学校などがある。
生徒数は426人、学級数は15クラス（2014年）。この地区には工場たくさんあり外国人が多く住んでいるため、代田中学校も外国人の生徒が多い。
一年で最大のイベントとされているのが「代中フェスタ」で、毎年9月に行われる。これは普通の学校の体育祭と文化祭に該当する。また、代中フェスタは豊川市が実施している「学校の日」にも該当するため、誰でも観覧・参加することができる。
読書に関する取り組みも盛んである。朝の10分間の読書タイムから始まり、2004年度（平成16年度）から「マイブックプロジェクト」と題し、学校と地域の書店（学校指定）で協力しオリジナル図書カードを発行。毎年1学年の生徒全員が2000円まで本を購入し、紹介文を書いた後学級文庫に入れるという取り組みを行っている。こうした取り組みが認められ「第5回こども読書推進賞」で奨励賞を受賞した。

## 教育目標
- 共につくる喜び
  - かしこく
  - 豊かに
  - たくましく

## 学校行事
| 4月 - 入学式・始業式 - 健康診断 - 家庭訪問 - 宿泊学習（1年） 5月 - 野外教育活動（2年） 6月 - 修学旅行（3年） | 9月 - 代中フェスタ 11月 - 合唱コンクール 12月 - 長距離継走・駅伝大会 3月 - 卒業式 |

## 学区
豊川市立代田小学校と豊川市立桜町小学校の通学区域内。
※ 代田小は中部小より独立して新設。桜町小は西部中学校区から鞍替え。

## 著名な卒業生
- 菅沼美帆 - ファッションモデル（在学中は卓球部）。進学した愛知県立国府高等学校在学中は芸能活動禁止のため、芸能活動を休止していた。
- 亀澤杏菜 - ファッションモデル・レースクイーン。進学した愛知県立国府高等学校在学中は芸能活動禁止のため、芸能活動を休止していた。
- 寺部歩美 - 女子野球選手（兵庫ディオーネ）
- 菅原由勢 - サッカー選手（AZアルクマール）
- 近藤幸太郎 - 陸上選手（SGホールディングス陸上競技部）

## 交通アクセス
- 名鉄豊川線 諏訪町駅、八幡駅より各徒歩約10分